# Crônica Galego-Volínia
A Crônica Galício-Volínia (CGV) (em ucraniano: Галицько-Волинський літопис, chamada de "Crônica de Halicz-Wolyn" na historiografia polonesa), também conhecida como Crônica de Halych–Volhynia e por outros nomes é uma obra proeminente da literatura e historiografia rutena antiga cobrindo o período de 1201–1292 na história do Principado da Galícia–Volínia (na atual Ucrânia).

## Testemunhos textuais
A crônica original completada no final do século XIII não sobreviveu. A cópia mais antiga conhecida é parte do Códice Hipatiano do início do século XV, descoberto no Mosteiro Hipatiano de Kostroma pelo historiador e ensaísta russo Nikolay Karamzin. Ele também encontrou o segundo códice da Crônica Galício-Volínia, o Códice Khlebnikov do século XVI (que é considerado o principal).
Em 1973, cinco cópias eram conhecidas: Hipatiano (Ipatiev), Khlebnikov (X), Pogodin (P), Cracóvia (C) e Ermolaev (E). A partir de 2022, sete códices/manuscritos que foram preservados são conhecidos por conter uma cópia em papel da Crônica Galício-Volínia.
- Códice Hipatiano (c. 1425)[1][2] – contém uma cronologia defeituosa inserida por um copista posterior[7]
- Códice Khlebnikov (c. 1575) / Ostroz'kyj[1][2] – não contém cronologia[7]
- Texto Pogodin/Chetvertyns'kyj[1][2] – não contém cronologia[7]
- Texto de Cracóvia (final do século XVIII em escrita latina) – mal copiado do texto Pogodin[1]
- Texto Bundur/Iarocki[2]
- Texto Ermolaev (Yermolayev)[2] – similar ao Khlebnikov, mas muito abreviado e distorcido[1]

Segundo Raffensperger & Ostrowski (2023), havia apenas quatro cópias da CGV; apenas o Hipatiano e Khlebnikov eram independentes um do outro, enquanto os outros dois derivavam do Khlebnikov.

## Conteúdo
A Crônica Galício-Volínia tem duas partes:
- A seção galiciana (1201–1260)[1][9]
- A seção volínia (1261–1292)[1][9]

O compilador da Crônica Galício-Volínia explicou a reivindicação da Galícia ao Principado de Kiev. A primeira parte da crônica (crônica de Daniel da Galícia) foi escrita em Kholm, possivelmente por um boiardo chamado Dionisiy Pavlovich. Vários estudiosos acreditam que toda a CGV poderia ter sido escrita por onze autores únicos, após o que foi compilada em um texto único.
Há algum desacordo entre os estudiosos sobre onde a Crônica de Kiev termina e a Crônica Galício-Volínia começa, já que os textos em si não fornecem tal indicação. Em última análise, a fronteira entre as duas é um tanto arbitrária.

## Estudos e traduções
Enquanto as edições de 1843, 1908 e 1962 da CGV publicadas na Coleção Completa das Crônicas Russas (PSRL) e a edição da Comissão Arqueográfica de 1871 ainda eram baseadas principalmente no texto Hipatiano e incluíam apenas Khlebnikov para leituras variantes, a paráfrase russa de A. Klevanov de 1871 foi o primeiro trabalho – embora muito falho – a tomar o texto Khlebnikov como base para reconstruir a CGV. Os primeiros estudos linguísticos de todo o Códice Hipatiano foram publicados por Makarushka (1896) e Nikolskij (1899). Comparada à Crônica Primária e Crônica de Kiev, relativamente pouca atenção foi dada à Crônica Galício-Volínia até a década de 1890, quando o historiador ucraniano Mykhailo Hrushevsky estimulou o interesse histórico e literário nela. Hrushevsky estabeleceu a primeira cronologia confiável dos eventos na CGV. Ele demonstrou que a cronologia defeituosa encontrada no texto CGV Hipatiano foi inserida por um copista posterior. Embora fosse claro que o autor original pretendia escrever seu texto em imitação dos cronógrafos gregos baseados em eventos – em vez de baseados em anos (analístico) – ele nunca conseguiu datar os eventos sobre os quais estava escrevendo, e assim um copista posterior inseriu datas, embora incorretamente. Além disso, Hrushevsky traduziu certas passagens dela com comentário histórico e literário.
Panov publicou uma tradução russa moderna da Crônica Galício-Volínia em 1936, que segundo Daniel Clarke Waugh (1974) continha "erros ocasionais". Waugh sugeriu que a tradução ucraniana moderna de Teofil Kostrub, também lançada em 1936, era "mais fiel ao original" do que a inglesa produzida por Perfecky em 1973.
A primeira tradução inglesa da Crônica Galício-Volínia foi publicada com um índice e anotações pelo professor da La Salle George A. Perfecky em 1973. Fazia parte de um projeto em larga escala para produzir edições críticas de todo o Códice Hipatiano em inglês moderno sob a orientação do professor Omeljan Pritsak (que fundou o Instituto de Pesquisa Ucraniana de Harvard no mesmo ano). Perfecky procurou estabelecer uma "interpretação livre (mas fiel) em vez de literal da crônica". Pritsak advertiu o leitor "que estes são passos pioneiros em direção a um estudo abrangente desta obra", e que uma edição revisada seria preparada "após a conclusão de todo o projeto, que está estimado para levar pelo menos dez anos". Waugh revisou esta edição, apontando algumas falhas na tradução, dizendo que "precisará de revisão", e sugerindo "que sua publicação foi um pouco prematura".
Em 2006, a linguista histórica búlgara Daniela S. Hristova (1962–2010) demonstrou que havia uma fronteira linguística e estilística clara no meio da coluna 848, entre o final da entrada para o ano 1260 (6768) e o ano 1261 (6769). Ela concluiu que foi ali que a parte galiciana terminou, e a parte volínia começou. Ela e Petro Tolochko (2003) também apoiaram a hipótese de Mykola F. Kotlyar [uk] (1993) de que a parte galiciana consistia em seis narrativas diferentes por autores separados, e que a parte volínia compilou cinco narrativas diferentes em uma, de modo que toda a CGV foi provavelmente escrita por onze pessoas diferentes.